# Synagogue espagnole et portugaise de Lauderdale Road
 (juillet 2025).

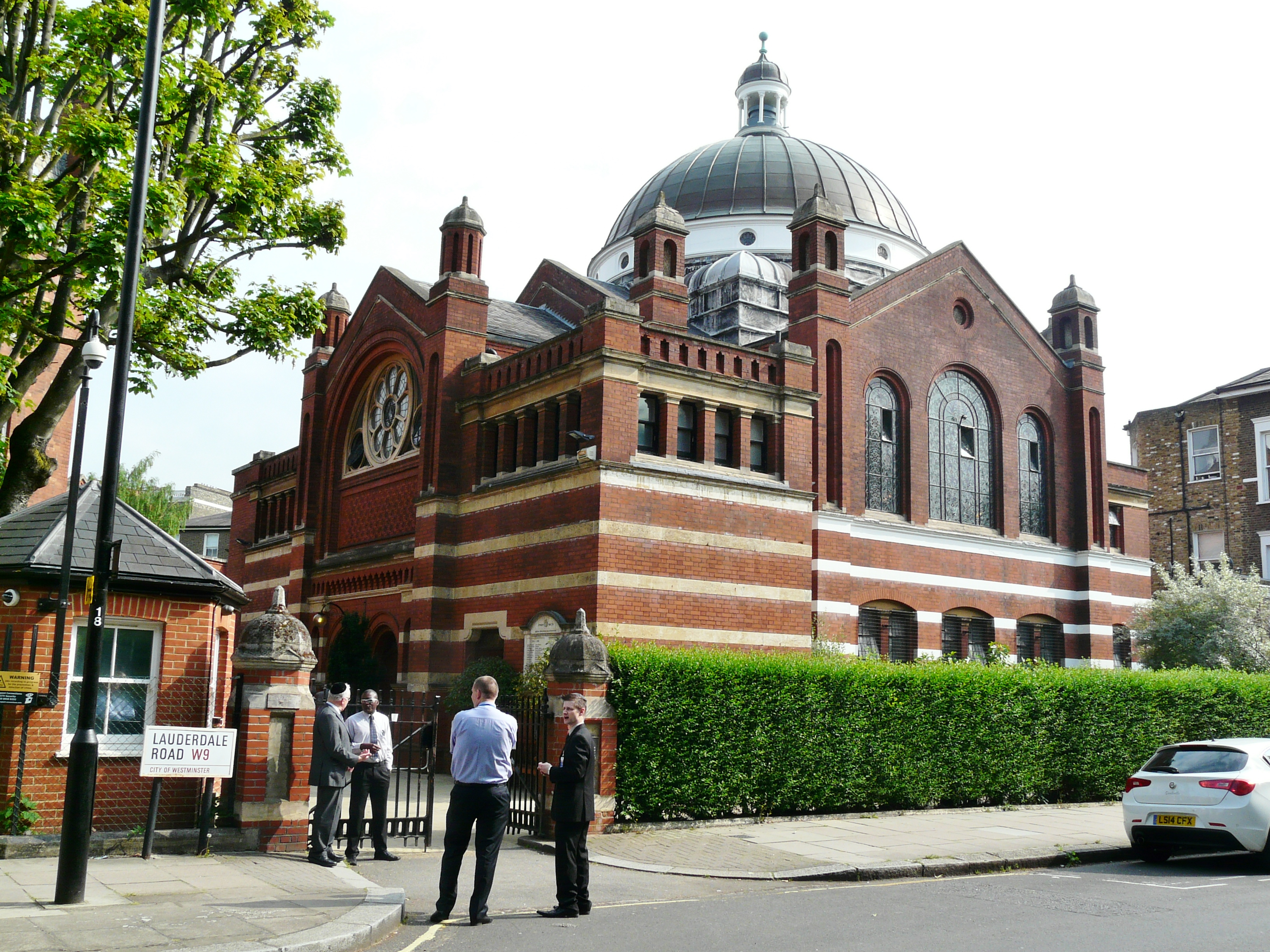
Synagogue de Lauderdale Road à Londres

La synagogue espagnole et portugaise de Lauderdale Road, plus connue sous le nom de synagogue de Lauderdale Road, est une synagogue de la Cité de Westminster, à Londres, située au coin de Maida Vale et de Lauderdale Road. C'est le centre de la communauté séfarade S&P Qahal Qadosh Shaar Shamayim, la plus ancienne communauté séfarade du Royaume-Uni. La synagogue, achevée en 1896, était autrefois la principale synagogue des Séfarades du Commonwealth britannique.

## Histoire

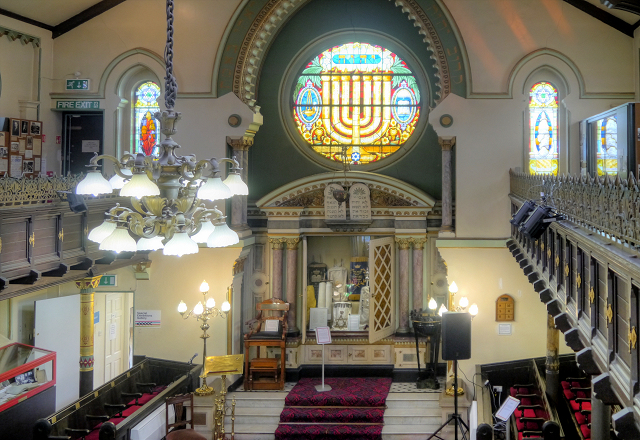
L'intérieur de la synagogue

Après l'expulsion des Juifs d'Angleterre en 1290, Oliver Cromwell autorisa six Juifs séfarades à revenir à Londres pour la première fois en 1656. Il a fait une promesse verbale de culte gratuit et d’un cimetière privé. Vers 1700, la communauté a pu construire pour la première fois la synagogue Bevis Marks, située à l'est de Londres, à la limite de la Cité de Londres. Elle était fréquentée par des familles pauvres d'origine espagnole et portugaise, dont beaucoup avaient fui l'Inquisition sans le sou. Alors que de plus en plus de Juifs séfarades riches pouvaient se permettre de se loger dans l'ouest de Londres, une nouvelle synagogue était nécessaire. Différents lieux de culte furent construits en plusieurs étapes jusqu'à ce que la construction d'une synagogue représentative à l'ouest soit décidée en 1892. Elle a été inaugurée en 1896 dans le style néo-byzantin.
L'intérieur présente un plafond voûté, de grands vitraux dans des niches cintrées, des tapisseries sur des planchers en bois poli et une grande arche, avec de nombreuses références des paroissiens aux régions de l'Empire britannique. De nombreuses familles juives très respectées et très riches de l'époque victorienne étaient associées à la synagogue, notamment les familles Sassoon (irakiennes), Montefiore et Mocatta. Le rabbin de 1887 à 1939, Chacham Moses Gaster, était un sioniste de premier plan, dans l'appartement duquel fut rédigée la première ébauche de la Déclaration Balfour.
La synagogue a été détruite par les bombes allemandes pendant la Seconde Guerre mondiale et reconstruite. Après-guerre, le rabbin Solomon Gaon (1947-1977) fut une figure clé de l’intégration des nouveaux groupes d’immigrants du monde arabe. Le Collège Montefiore commença bientôt à accepter de jeunes Juifs du Maroc, de Tunisie et d'Algérie, venus de l'empire colonial français en voie de dissolution.